# لودويغ يوليوس بادج
لودويغ يوليوس بادج (و. 1811 – 1888 م) هو طبيب، وأستاذ جامعي، وعالم وظائف الأعضاء، وعالم تشريح ألماني، ولد في فتسلار، كان عضوًا في الأكاديمية الألمانية للعلوم ليوبولدينا، توفي في غرايفسفالت، عن عمر يناهز 77 عاماً.

## التعليم
تعلم في جامعة ماربورغ
.